# Hypnum serratum
Hypnum serratum là một loài Rêu trong họ Hypnaceae. Loài này được (Schrad. ex Brid.) F. Weber & D. Mohr mô tả khoa học đầu tiên năm 1803.